# Utagawa Kunimasu
En aquest nom japonès, el cognom és Utagawa.
Utagawa Kunimasu (歌川　国升, Utagawa Kunimasu) va ser un dissenyador japonès de xilografies de l'estil ukiyo-e d'Osaka que va estar en actiu del 1832 al 1852 aproximadament. Va fer servir el nom de Sadamasu (貞升) fins al primer mes de 1848, quan el va canviar pel de Kunimasu (国升).

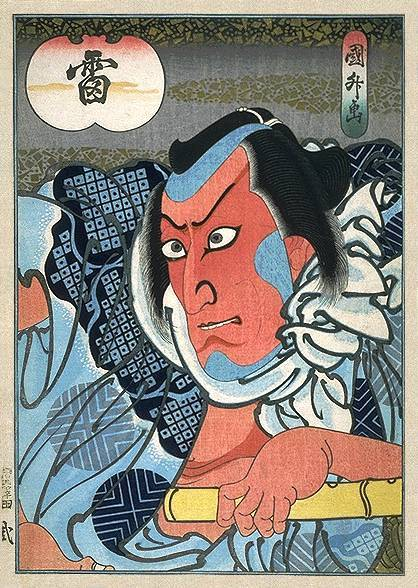
Xilografia d'Utagawa Kunimasu de l'actor Ichikawa Ebizō V com a Kaminari en l'obra kabuki Otokodate Itsutsu Karigane, 1850

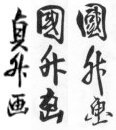
Signatures d'Utagawa Kunimasu: “Sadamasu ga” (貞升 画 esquerra) i “Kunimasu ga” (国升 画 centre i dreta)

Amic i patrocinador d'Hirosada (i d'uns quants altres artistes), va ser alumne d'Utagawa Kunisada. Tot i que va passar un parell de temporades a Edo, el seu centre de treball va ser Osaka, on es considera que va desenvolupar completament l'estil Osaka dels retrats d'actors okubi-e en el format chuban (uns 18 x 25 cm).